# Leo Joskowicz
Leo Joskowicz (México, 1961) es un científico informático mexicano-israelí especializado en imágenes médicas y cirugía asistida por computadora. Se desempeña como profesor de la Escuela de Ciencias Informáticas e Ingeniería Rachel y Selim Benin de la Universidad Hebrea de Jerusalén y expresidente de la Sociedad MICCAI.

## Biografía
Nació y creció en México, en el seno de una familia judía. Asistió a una escuela de lengua francesa en la Ciudad de México.  Realizó sus estudios de pregrado en informática en el Technion – Instituto Tecnológico de Israel, graduándose en 1983, y luego se mudó a Nueva York para realizar estudios de posgrado en el Instituto Courant de Ciencias Matemáticas de la Universidad de Nueva York. Después de una maestría en 1984 bajo la supervisión de M. C. Harrison, completó su doctorado en 1988 con la disertación Reasoning about Shape and Kinematic Function in Mechanical Devices supervisada por Ernest Davis.
Trabajó para IBM Research en el Centro de Investigación Thomas J. Watson de 1988 a 1995, cuando regresó a Israel como profesor titular en la Universidad Hebrea de Jerusalén. Se convirtió en profesor asociado en 2000 y profesor titular en 2006, dirigió el Centro Leibniz de Investigación en Ciencias de la Computación de 2001 a 2009 y ha sido miembro del Centro Edmond y Lily Safra de Ciencias del Cerebro desde 2007. También ha sido profesor invitado en el Instituto Tecnológico Autónomo de México, la Universidad Nacional Autónoma de México y la Universidad de Chiba en Japón.
Fue elegido miembro del IEEE en 2013, "por sus contribuciones a la cirugía asistida por computadora y el procesamiento de imágenes médicas". Es miembro de la American Society of Mechanical Engineers desde 2012 y miembro de The MICCAI Society desde 2017, siendo su presidente desde 2019 a 2022.